# Lampa o fali bieżącej

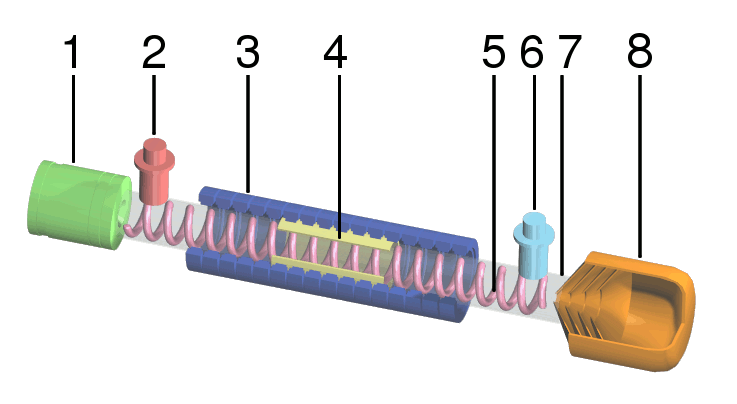
Budowa lampy o fali bieżącej: (1) wyrzutnia elektronowa; (2) wejście sygnału elektromagnetycznego; (3) magnesy; (4) tłumik; (5) spirala metalowa; (6) wyjście sygnału elektromagnetycznego; (7) rurka próżniowa; (8) kolektor.

Lampa o fali bieżącej  (LFB) – generacyjna lub wzmacniająca lampa mikrofalowa, posiadająca linię opóźniającą (spirala – 5, rys. obok) wzdłuż której rozchodzi się fala elektromagnetyczna równolegle ze strumieniem elektronów emitowanych przez wyrzutnię elektronową (1). Strumień elektronów oddziaływujący wzajemnie z falą jest ogniskowany za pomocą magnesów lub elektromagnesów (3), dociera do kolektora (8). Sygnał elektromagnetyczny podawany jest (wejście – 2) na linię opóźniającą i z niej odbierany (wyjście – 6). Tłumik (4) zapobiega oddziaływaniu wzmocnionego sygnału z wyjścia na wejście. Wymienione elementy znajdują się w szklanej rurce (7), w której panuje próżnia.
Wzajemne oddziaływanie fali elektromagnetycznej w linii opóźniającej i strumienia elektronów sprawia, że elektrony w pewnych punktach są hamowane, a w innych przyspieszane. Powoduje to zmianę gęstości elektronów w strumieniu, czyli ich grupowanie, a w konsekwencji następuje wzmocnienie.
Lampy, w których ruch elektronów i fali elektromagnetycznej jest zgodny co do zwrotu, nazywane są lampami o fali postępującej i stosowane do wzmacniania sygnałów głównie w radiolokacji i w urządzeniach przekaźnikowych, w tym także satelitarnych. Natomiast lampy, w których te zwroty są przeciwne, nazywają się lampami o fali wstecznej i wykorzystywane zwykle są jako lampy generacyjne  – karcinotrony, a także jako wzmacniające – amplitrony.
Gdy układ magnesów lub elektromagnesów powoduje istnienie podłużnego, skierowanego wzdłuż osi lampy stałego pola magnetycznego, mamy do czynienia z lampą typu O. Natomiast gdy to pole magnetyczne jest skierowane poprzecznie do osi lampy (a więc także do kierunku ruchu elektronów) – to lampa tak zbudowana nazywana jest lampą typu M.
Lampy o fali bieżącej mogą pracować na częstotliwościach od setek MHz do 800 GHz. Ich zaletą jest szerokie pasmo wzmacnianych bądź generowanych sygnałów.
Lampa o fali bieżącej została wynaleziona w 1943 r.  przez Rudolfa Kompfnera.

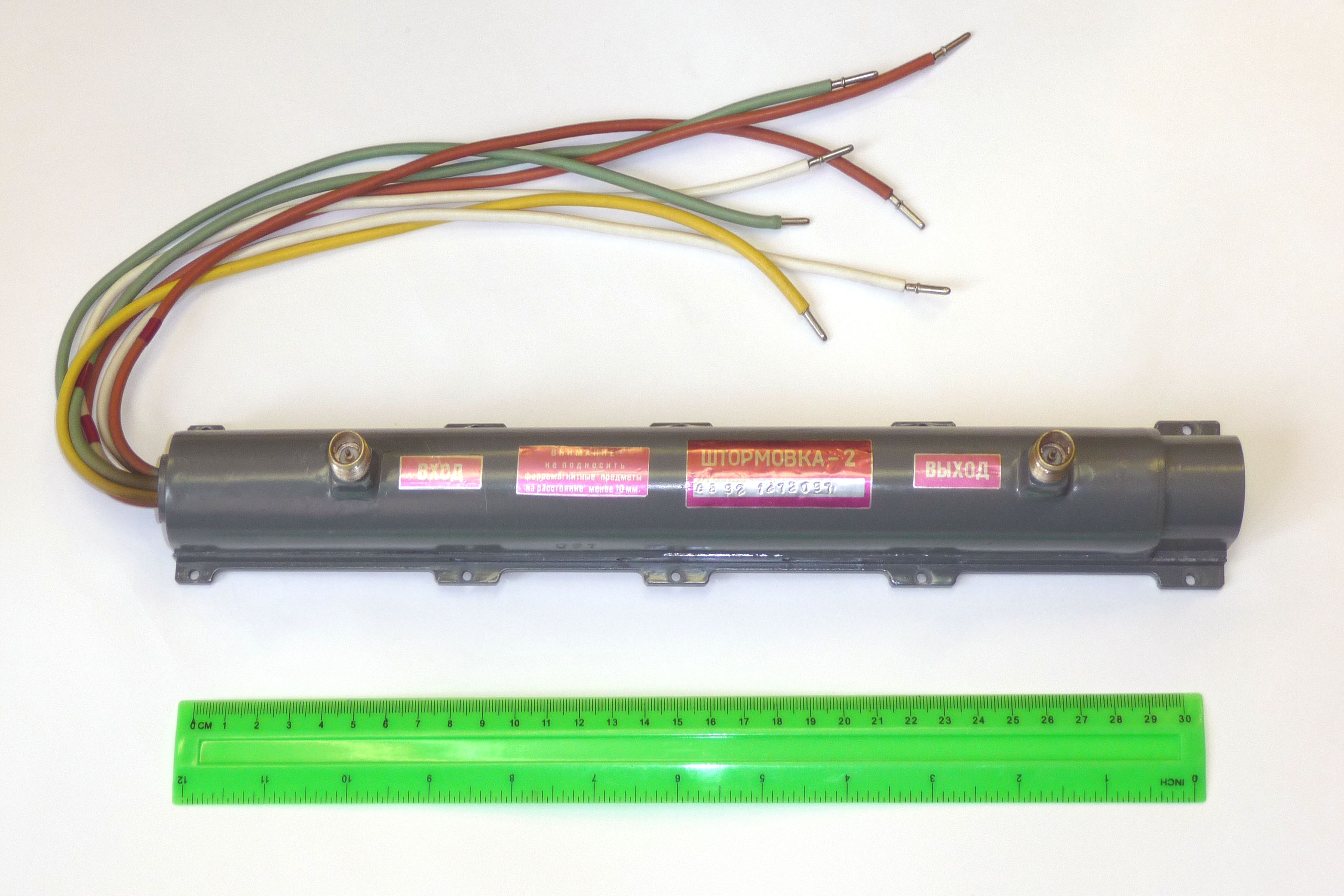
LFB "Sztormowka" skonstruowana w ZSRR w latach 80. XX w. dla pierwszych satelitów telekomunikacyjnych z serii "Horyzont".